# Atomaria barani
Atomaria barani är en skalbaggsart som beskrevs av Brisout de Barneville 1863. Atomaria barani ingår i släktet Atomaria, och familjen fuktbaggar. Arten är reproducerande i Sverige.